# Rosemarie Egger

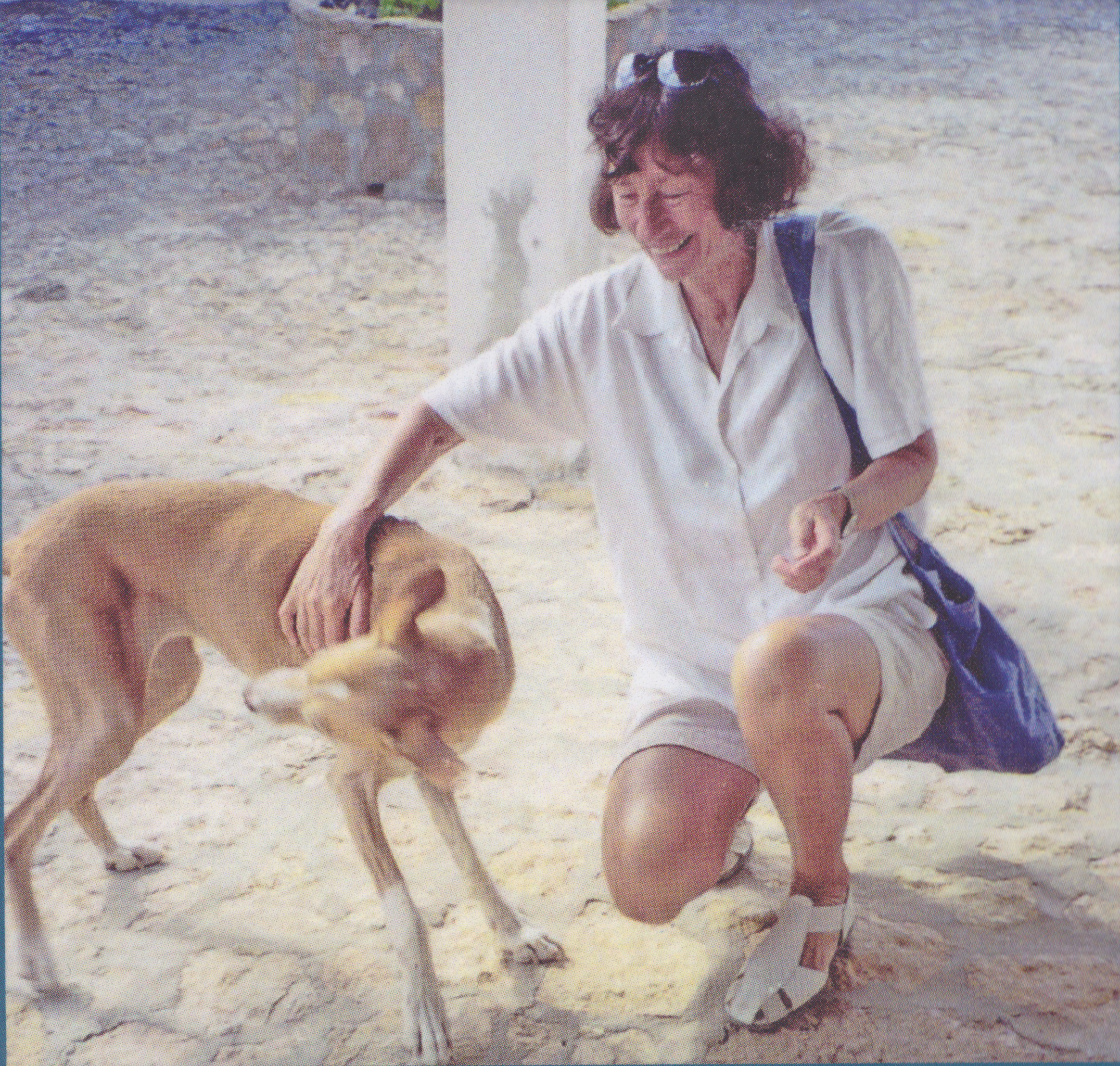
Rosemarie Egger (2018)

Rosemarie Egger (geboren am 30. August 1938 in Wien) ist eine österreichische Schriftstellerin und Objektkünstlerin.
Nach dem Erwerb eines Diploms als Hauswirtschaftsleiterin studierte Egger Bildhauerei in Basel. Sie unternahm ausgedehnte Reisen, unter anderem häufig nach Spanien. Sie lebt in Zürich, ist katholisch und ledig. 1966 veröffentlichte sie einen ersten Gedichtband, seitdem neben Gedichten auch Kurzprosa.
Zusammen mit Werner Bucher ist sie Mitbegründerin der Zeitschrift orte.

## Werke
- wanderung. Breitenbach & Basel 1966.
- die gänsehaut. gedichte. Darmstadt 1973.
- ANNA – A – aaa. texte und gedichte. Breitenbach o. J. [1976].
- geschichten vom hauptmann und seinen zwei frauen. Breitenbach 1977.
- Es ist etwas geschehn ...: Gedichte – Texte. orte, Zürich 1978, ISBN 978-3858-3-0007-2.
- frühstück mit jesus. erzählungen. Aarau & Frankfurt am Main & Salzburg 1979.
- Von Draußen träumen. Gespräche mit Strafgefangenen. Aufgezeichnet von Rosemarie Egger. orte, Zürich 1981, ISBN 978-3858-3-0014-0.
- Ein Inselsommer. Erzählungen. Zürich 1988.
- Leben auf einer Insel. Gedichte. Schwellbrunn 2015
- Kann man ein Geheimnis lieben? Frankfurt am Main 2017
- Jesus und seine neue Herde. Notizen einer Fortschrittsverweigerin. Aachen 2019